# La Voix et le Phénomène
Jacques Derrida publie La Voix et le Phénomène aux Presses universitaires de France en 1967, après avoir publié chez le même éditeur une traduction de L'Origine de la géométrie de Husserl, accompagnée d'une longue introduction. Dans La Voix et le Phénomène, Derrida poursuit sa lecture critique de Husserl et, l'élargissant à une réflexion générale sur la phénoménologie, il introduit les principes et la méthode de la déconstruction.
Le sous-titre de l'ouvrage est : "Introduction au problème du signe dans la phénoménologie de Husserl".   

## Présentation générale

### Le signe et les signes
Derrida critique dans ce livre ce que Husserl a proposé, une dissociation radicale entre deux types hétérogènes de signes, entre l'indice et l'expression. Selon Derrida, Husserl ne se demande pas ce qu'est le signe en général. Derrida donne l'exemple de distinction entre "être pour" et "être-à-la-place-de", ce qui est lié à l'hétérogénéité entre le renvoi indicatif et le renvoi expressif.

### La réduction de l'indice
Dans l'ordre de la signification, en général, tout le vécu psychique, sous la face de ses actes, même lorsqu'ils visent des idéalités et des nécessités objectives, ne connait que des enchaînements indicatifs. Selon Derrida, l'indice tombe hors du contenu de l'objectivité absolument idéale, c'est-à-dire de la vérité.

## Référence
- Jacques Derrida, La Voix et le Phénomène, Paris, PUF, 1967, Quadrige, 2003.